# Triguinho
Luciano da Silva Triguinho (Piquete, 25 februari 1979) is een Braziliaans voormalig voetballer die bij voorkeur als linkshalf speelde.
Triguinho speelde van 1999 tot 2001 bij Guarantinguetá. In april 2001 vertrok hij samen met Marcelo naar FC Barcelona. Bij deze transfer was het opmerkelijk dat Guarantinguetá eigendom is van CSR Futebol e Marketing, een organisatie van voormalig Braziliaans international Rivaldo die destijds bij FC Barcelona speelde. Triguinho trainde aan het eind van het seizoen 2000/2001 en in de voorbereiding van het seizoen 2001/2002 mee met het eerste elftal van FC Barcelona, maar de Braziliaan speelde echter geen wedstrijd. In 2002 keerde hij daarom terug naar Brazilië, waar Triguinho voor Figueirense FC ging spelen. Bij deze club won hij in 2002 en 2003 de Campeonato Catarinense, het kampioenschap van de staat Santa Catarina. In 2004 werd Triguinho gecontracteerd door AD São Caetano.
Door AD São Caetano werd hij verhuurd aan RSC Anderlecht, Botafogo FR, Santos FC en Coritiba FC, waarna die laatste hem in januari 2011 definitief inlijfde. Anderlecht had een koopoptie, maar stuurde hem in de winterstop van het seizoen 2007-2008 terug zonder dat hij één officiële voor de club speelde. In een wedstrijd tussen Bahia FC en Coritiba FC op 2 november 2010 liep Triguinho een dubbele beenbreuk op.

## Carrière
| Seizoen | Land     | Club               | Competitie            | Wedstrijden | Goals |
| ------- | -------- | ------------------ | --------------------- | ----------- | ----- |
| 2000/01 | Spanje   | FC Barcelona B     | Primera División      | ..          | ..    |
| 2001/02 | Brazilië | Figueirense FC     | Campeonato Brasileiro | 0           | 0     |
| 2002/03 | Brazilië | Figueirense FC     | Campeonato Brasileiro | 0           | 0     |
| 2003/04 | Brazilië | Figueirense FC     | Campeonato Brasileiro | 0           | 0     |
| 2004/05 | Brazilië | AD São Caetano     | Campeonato Brasileiro | 0           | 0     |
| 2005/06 | Brazilië | AD São Caetano     | Campeonato Brasileiro | 0           | 0     |
| 2006/07 | Brazilië | AD São Caetano     | Campeonato Brasileiro | 0           | 0     |
| 2007/08 | België   | → RSC Anderlecht   | Eerste klasse         | 0           | 0     |
| 2008    | Brazilië | → Botafogo FR      | Campeonato Brasileiro | 28          | 1     |
| 2009    | Brazilië | → Santos FC        | Campeonato Brasileiro | 4           | 0     |
| 2010    | Brazilië | → Coritiba FC      | Campeonato Brasileiro | 0           | 0     |
| 2011    | Brazilië | Coritiba FC        | Campeonato Brasileiro | ..          | ..    |
| 2011    | Brazilië | → Atlético Mineiro | Campeonato Brasileiro | ..          | ..    |
| 2012    | Brazilië | Atlético Mineiro   | Campeonato Brasileiro | ..          | ..    |
| 2013    | Brazilië | Red Bull Brasil    | Campeonato Brasileiro | ..          | ..    |
| 2014    | Brazilië | Manthiqueira       | Campeonato Brasileiro | ..          | ..    |
|         |          |                    | Totaal                | ..          | ..    |